# 教區神父
教區神父（Secular clergy），或譯在俗教士，是天主教司鐸品神職人員的類別之一，是指那些從屬於教區主教，而非修會管轄的神父。

## 簡介
在天主教的神職制度中，神父有分為隸屬於修會的修會神父、以及隸屬於教區的教區神父。作為修會神父必須以會士的身分服從各修會的會規，並必須立誓絕財絕意絕色。至於教區神父則不受限於入修會的誓言，不過不論是教區還是修會的神父都受到教會法的規範。
教区神父是經由教區主教為能有協助處理教務及管理各堂區，將有意願且符合篩選的男性平信徒帶入教區所屬的修院，給予足夠的神職培訓。最後才給予神父的身分。由於這些神父的職權是主教給予的，因此教區神父從屬於主教的管轄及天主教的聖統制度下。除此之外修會神父亦可在修會主管向教區主教推薦後於教區供職，在此情形中其於教區事務上的管轄權則歸屬於教區主教。但其在財務上的管理及工作地區的調派則保留給其所屬的修會上司。